# Сельское поселение Арик
Се́льское поселе́ние Ари́к — муниципальное образование в составе Терского района республики Кабардино-Балкария.
Административный центр — село Арик.

## География
Муниципальное образование расположено в западной части Терского района, у правого берега реки Терек. В состав сельского поселения входят два населённых пункта.
Площадь территории муниципального образования составляет — 59,08 км2.
Земли сельского поселения делятся на 4 участка. Первый участок расположен за железной дорогой и составляет 450 га, второй участок находится на Арикском хребте на площади 174 га, третий участок находится у Крестьянских фермерских хозяйств (КФХ) – 997 га и четвертый участок на территории села площадью 2164 га. Всего в ведении муниципального образования — 51,47 км2.
Граничит с землями муниципальных образований: Джулат на северо-западе, Красноармейское на севере, Тамбовское на юго-востоке, Дейское и Интернациональное на юге, станицей Котляревская на западе и городским поселением Майский на северо-западе.
Сельское поселение находится на наклонной Кабардинской равнине, в переходной зоне от предгорной в равнинную. Средние высоты на территории муниципального образования составляют 235 метров над уровнем моря. Рельеф местности представляют собой в основном волнистую наклонную равнину, переходящую на востоке в склоны Арикского хребта.
Гидрографическая сеть представлена рекой Терек. Также через территорию сельского поселения проходят водоканалы — Акбашский, Тамбовский и Куян. Также имеются водоёмы и искусственные пруды регулирующие сток водоканалов.
Климат влажный умеренный. Лето жаркое. Средняя температура воздуха в июле составляет около +23,0°С. В начале августа абсолютные показатели часто достигают отметку в +35°С. Зима мягкая и длится около трех месяцев с частыми оттепелями. Минимальные температуры редко снижаются ниже −10°С. Средняя температура января составляет -2,5°С. В общем среднегодовая температура воздуха составляет +10,5°С. Среднегодовое количество осадков составляет около 630 мм. В июле и августе часты засухи, вызванные воздействием воздушных течений исходящими из Прикаспийской низменности.

## История
Сельский совет при селе Арик было образовано в 1920 году.
В 1963 году посёлок Псынашхо был включён в состав Арикского сельсовета.
В 1992 году Арикский сельсовет был реорганизован и преобразован в Арикскую сельскую администрацию.
Муниципальное образование Арик наделён статусом сельского поселения Законом Кабардино-Балкарской Республики от 27.02.2005 №13-РЗ «О статусе и границах муниципальных образований в Кабардино-Балкарской Республике».

## Население
| 2002  | 2010  | 2012  | 2013  | 2014  | 2015  | 2016  |
| ----- | ----- | ----- | ----- | ----- | ----- | ----- |
| 2864  | ↘2821 | ↗2841 | ↘2839 | ↘2823 | ↗2825 | ↗2834 |
| 2017  | 2018  | 2019  | 2020  | 2021  | 2023  | 2024  |
| ↗2840 | ↘2833 | ↗2850 | →2850 | ↗2982 | ↗2996 | ↗3017 |
| 2025  |       |       |       |       |       |       |
| ↗3045 |       |       |       |       |       |       |

Процент от населения района — 5.68 %
Плотность — 51.54 чел./км2

### Национальный состав
По данным Всероссийской переписи населения 2010 года:
| Народ      | Численность, чел. | Доля от всего населения, % |
| ---------- | ----------------- | -------------------------- |
| кабардинцы | 2 781             | 98,6 %                     |
| русские    | 37                | 1,3 %                      |
| другие     | 3                 | 0,1 %                      |
| всего      | 2 821             | 100 %                      |

## Состав поселения
| № | Населённый пункт | Тип населённого пункта       | Население | Доля от населения (%) |
| - | ---------------- | ---------------------------- | --------- | --------------------- |
| 1 | Арик             | село, административный центр | ↗2966     | 98,1 %                |
| 2 | Псынашхо         | село                         | ↘16       | 1,9 %                 |

## Местное самоуправление
Администрация сельского поселения Арик — село Арик, ул. Дружбы, №12.
Структуру органов местного самоуправления сельского поселения составляют:
- Глава сельского поселения — Таучев Амурбек Лалушкович.
- Администрация сельского поселения Арик — состоит из 5 человек.
- Совет местного самоуправления сельского поселения Арик — состоит из 11 депутатов.

## Экономика
В экономике села преобладает сельское хозяйство. Наиболее развитыми отраслями являются выращивание злаковых культур.
Всего на территории муниципального образования 250 сельскохозяйственных предприятий, из них: личных подсобных хозяйств — 120, крестьянских фермерских хозяйств — 86 и арендных хозяйств — 44.
Кроме того на территории сельского поселения действуют 18 малых предприятий.